# Корила
Корила (др.-греч. Κoρύλας) — правитель Пафлагонии в конце V века до н. э.

Карта деления империи Ахеменидов на сатрапии

## Биография
Рассказ о нём содержится у Ксенофонта, называющего Корилу «вождём». Если на момент похода Ксеркса I на Элладу в 480 году до н. э. жители Пафлагонии послушно приняли участие в этой войне, то к концу V века до н. э. ситуация изменилась. Теперь пафлагонцы открыто заявили о своём нежелании подчиняться распоряжениям персидской центральной власти, «так как их вождь слишком для этого горд». По замечанию Максимовой М. И., речь здесь идёт, по всей видимости, о собственных значительных завоеваниях Корилы. Так отступающие из Азии после гибели Кира Младшего греческие наёмники в 401 году до н. э. встретили пафлагонцев рядом с городом Котиора, который находился в Каппадокии.
Также Ксенофонт сообщает, что проксеном Корилы был некий Гекатомин из Синопы, метрополии Котиоры. При встрече с предводителями «десяти тысяч» он угрожал им в случае причинения ущерба интересам Синопы и ее колоний заключением союза с пафлагонцами, располагающими многочисленными всадниками, «лучшими во всей конницей царя». Однако Ксенофонт в ответ на это заметил, что греческие наёмники способны как успешно сразиться со всеми своими врагами, так и сами привлечь на свою сторону Корилу, «зарящегося на Синопу и приморские поселения». После этого тон посольства сразу переменился. Впоследствии Гекатомин сумел отговорить наёмников от планов продолжения сухопутного похода, хотя некоторые из них и считали, что синопец делает так из дружбы с Кориллой. Однако во время пребывания «десяти тысяч» вблизи Котиоры не прекращались их мелкие стычки с пафлагонцами до тех пор, пока их вождь не «направил к эллинам послов с конями и прекрасными одеждами, и те заявили, что Корила готов не нападать на эллинов с тем, чтобы и эллины не нападали на пафлагонцев».